# (3986) Rozhkovskij
(3986) Rozhkovskij (1985 SF2) – planetoida z pasa głównego asteroid okrążająca Słońce w ciągu 3,39 lat w średniej odległości 2,25 j.a. Odkryta 19 września 1985 roku.